# Little Bites
Little Bites és una pel·lícula de terror de 2024 dirigida per Spider One. Es va estrenar el Fantastic Fest 2024. Va ser estrenat per RLJE Films als cinemes el 4 d'octubre de 2024, seguit d'un llançament en streaming a Shudder. Protagonitzada per Krsy Fox i produïda executivament per Cher, la pel·lícula va rebre majoritàriament ressenyes positives de la crítica.

## Argument
Intentant desfer-se d'un dimoni que turmenta la seva filla Alice, Mindy Vogel decideix enviar-la a viure amb la seva àvia.

## Repartiment
- Krsy Fox com a Mindy Vogel
- Jon Sklaroff com Agyar
- Elizabeth Phoenix Caro com Alice Vogel
- Barbara Crampton com a Sonya Whitfield
- Heather Langenkamp com a Ellenor
- Bonnie Aarons com a àvia
- Chaz Bono com a Paul
- Lyndsi LaRose com a Gail

## Recepció

### Taquilla
Als Estats Units i al Canadà, la pel·lícula va guanyar 8.057 dòlars en 18 cinemes el cap de setmana d'estrena.

### Resposta crítica
Al lloc web de l'agregador de ressenyes Rotten Tomatoes, el 73% de les crítiques d'11 crítiques són positives, amb una valoració mitjana de 6,2/10.
Escrivint per a Punch Drunk Critics, Travis Hopson va assenyalar: "Pel que fa a les pel·lícules de terror sobre la maternitat, Little Bites és una entrada que val la pena que juga més per als fanàtics del gore que el psicològic." A la seva ressenya per RogerEbert.com, Brian Tallerico l'ha valorat amb 1,5 de 4 estrelles dient que "el terror ha de ser una mica gris, una mica difícil de desxifrar i una mica discutible pel que fa al seu significat i propòsit. Quan no ho és, i passa d'estat d'ànim a missatge, perd el seu poder. Aquesta és una de les moltes coses que succeeixen amb "Little Bit" frustrant de Spider One". A Collider, Jeff Ewing la va puntuar amb 6 estrelles de 10, dient que "aquí hi ha moltes promeses, però no tot val la pena, donant lloc a una pel·lícula decent que no és un gran exercici de terror sobrenatural".
Leo Brady d' A Movie Guy va donar a la pel·lícula 3 de 4 estrelles i va declarar: "El que fa que Little Bites sigui més intrigant és la seva exploració del trauma generacional, el sacrifici i les lluites quotidianes de les dones. Tot i que inicialment pot semblar simplista, aquesta pel·lícula fosca i atractiva deixa als espectadors molt per reflexionar." A la seva ressenya per a The Mercury News, Randy Meyers la va puntuar amb 1,5 sobre 4 estrelles dient que "hi ha un intent de comentar els sacrificis que fan les mares, però s'apaga per les seves pròpies desigualtats". His Name is Death la va classificar com una de les millors pel·lícules de terror del 2024.